# 가을꽃 겨울나무
가을꽃 겨울나무는 KBS 2TV에서 1991년 1월 2일부터 1991년 1월 31일까지 매주 수,목 밤 21시 50분에 방영되었던 드라마이다. 가난한 여대생 신혜가 학비를 벌기 위해 가정교사를 하다가 만난 부유한 대학생과의 사랑이 실패로 돌아가면서 상처투성이 삶을 살게 되는 데서 깨닫는 참사랑의 좌표를 그려내는 것이 주요 내용이다.
한편, 기존의 소설들을 드라마화하는데 치우쳤다는 지적이 있었으며 방송심의조항의 비윤리성 조항에 걸려야 했다.

## 제작진
- 극본 : 조소혜
- 연출 : 이응진

## 등장 인물
- 손창민(기훈)
- 심혜진(신혜)
- 김정하, 김혜선, 박정수, 박진성, 안승훈, 이낙훈, 전양자, 천호진, 홍영미

## 참고 사항
- 안승훈이 출연한 드라마 중에 KBS 1TV 당신이 그리워질때가 있는데[2] 이 드라마 조연출에 속했던 이성주 PD는 <가을꽃 겨울나무> 조연출이었으며 손창민 (기훈 역)은 당신이 그리워질때 전작 들국화 출연진[3]에 속했고 <가을꽃 겨울나무> 연출자 이응진 PD가 그 이후 차기작으로 선택한 KBS 2TV 딸부잣집은 애초 당신이 그리워질때 후속[4]이었다.
- 출연진에 속했던 김혜선은 연출자 이응진 PD가 그 이후 차기작으로 선택한 KBS 2TV 딸부잣집에서 아버지 역으로 나온[5] 김세윤이 출연했던 KBS 2TV 아씨에서 여주인공 역으로 낙점되었으나[6] 노역까지 해야 되는 역할에 대한 부담감 탓인지 고사했다.